# The Rose (film)
The Rose is een Amerikaanse dramafilm uit 1979 in regie van Mark Rydell met een debuterende Bette Midler in de hoofdrol en het door haar ingezongen nummer The Rose als titelsong.
De film is een biografie van een drugsverslaafde rock-muzikant, en is gebaseerd op het leven van Janis Joplin.

## Rolverdeling
| Acteur             | Personage                                              |
| ------------------ | ------------------------------------------------------ |
| Bette Midler       | Mary Rose Foster (The Rose)                            |
| Alan Bates         | Rudge Campbell                                         |
| Frederic Forrest   | Houston Dyer                                           |
| Harry Dean Stanton | Billy Ray                                              |
| Barry Primus       | Dennis                                                 |
| David Keith        | Pfc. Mal                                               |
| Sandra McCabe      | Sarah Willingham                                       |
| Will Hare          | Mr. Leonard                                            |
| James Keane        | Sam                                                    |
| Doris Roberts      | Mrs. Foster                                            |
| Danny Weis         | Danny, orkestleider en gitarist van de "The Rose Band" |
| Sylvester          | dragqueen                                              |
| Michael Greer      | Emcee ("Baby Jane")                                    |

## Erkenning
Bette Midler ontving in 1980 voor haar vertolking de Golden Globe Award voor Beste actrice in musical of komedie en de Golden Globe Award voor de New Star of the Year - Actress. Bovendien werd het nummer The Rose verkozen tot Beste filmsong wat het aantal Golden Globes op drie bracht. De film leverde ook vier nominaties op voor de Academy Awards maar die leverden uiteindelijk geen Oscars op. Bette Midler was in de running voor de Oscar voor beste actrice, Frederic Forrest voor de Oscar voor beste mannelijke bijrol, Theodore Soderberg, Douglas O. Williams, Paul Wells en James E. Webb voor de Oscar voor beste geluid en Robert L. Wolfe en Carroll Timothy O'Meara voor de Oscar voor beste montage.